# Nostalgie (Hörfunksender)
Nostalgie (früher Radio Nostalgie) ist ein zur NRJ-Gruppe gehörender privater französischer Radiosender, der 1983 von Pierre Alberti in Lyon gegründet wurde und hauptsächlich Musik der 1960er bis 1980er spielt.

## Geschichte
Pierre Alberti gründet Radio Nostalgie 1983 von dem Geld, welches er durch den Verkauf seines einige Jahre davor gegründeten Senders Radio Contact verdient hatte. Viele Moderatoren und Journalisten wechseln mit ihm von Radio Contact zu Radio Nostalgie.
Von 1985 an baut Alberti sein Empfangsgebiet aus und erreicht 1986 Paris. 1989 gehört der Sender zu 51 % zu Radio Monte Carlo, die restlichen 49 % teilt sich Alberti mit anderen Teilhabern. Radio Nostalgie erreicht zu dieser Zeit 5 % Marktanteil unter den französischen Hörern und hat, im Vergleich zum Sendebeginn, eine deutlich verjüngte Hörerschaft. Zeitgleich fängt Nostalgie an, sein Programm ins Ausland zu übertragen und sendet nun auch nach Belgien, Moskau und Portugal. Später vergrößert der Sender seinen Sendebereich noch mit Osteuropa, den Balearen, Amerika und nach 2000 auch in Teile von Afrika.
Durch das Senden aktuellerer Musik und das Einstellen bekannter Moderatoren wie Pierre Bellemare, Georges Beller, Lio und Pierre Galibert versucht Nostalgie 1997 seine Hörerschaft weiter zu verjüngen. Als Folge dieser Maßnahmen sinkt jedoch der Marktanteil.
2001 wird Radio Monte Carlo mitsamt Radio Nostalgie von der NRJ Gruppe gekauft. Da der Radioaufsichtsrat Conseil supérieur de l’audiovisuel (CSA) den Aufkauf genehmigt, kam es zu starken Protesten von lokalen, unabhängigen Radiosendern, da NRJ nun mit Chérie FM, Rire et Chansons und Nostalgie frankreichweit eine Monopolstellung innehat. Der CSA beschneidet daraufhin das Sendegebiet einiger kleiner zu NRJ gehörenden Sender.
Da NRJ mit Chérie FM schon einen Sender für die sogenannten „jungen Alten“ hat, wird die Zielgruppe von Nostalgie stark nach hinten verschoben. Der Sender konzentriert sich ab 2001 mehr auf die Musik der 1960er und 1970er und entlässt zahlreiche der Moderatoren, da mehr Musik gespielt werden sollte. Obwohl die anvisierte Zielgruppe nur 6 % der französischen Radiohörer ausmacht, erreicht Nostalgie bald 8 %.
Heute wird Nostalgie in allen großen Städten Frankreichs sowie in einigen ländlichen Gebieten über UKW ausgestrahlt. Alle Sendungen werden in Paris produziert, wobei die gesendete Werbung, der Wetterbericht und Ansagen, auf welchen Frequenzen Nostalgie in der jeweiligen Stadt zu empfangen ist, regional unterschiedlich sind.

## Internationale Ableger
Nostalgie hat viele internationale Ableger, die unter demselben Namen in folgenden Ländern senden:
- Belgien
  - Flandern (Nostalgie Vlaanderen)
  - Wallonie (Nostalgie Wallonie)
- Deutschland (seit 4. Januar 2021)[2][3]
- Elfenbeinküste[4] (Nostalgie Côte d’Ivoire)
- Finnland[5] (Radio Nostalgia)
- Französisch-Guayana[6] (Nostalgie Guyane)
- Guadeloupe[7] (Nostalgie Guadeloupe)
- Guinea[8] (Nostalgie Guinée)
- Libanon[9] (Nostalgie Liban 88.1)
- Martinique[10] (Nostalgie Martinique)
- Réunion[11] (Nostalgie Réunion 97,4)
- Schweden (Radio Nostalgi)
- Senegal[12] (Nostalgie Dakar 90.3)
- Togo[13][14] (Nostalgie Lomé)

## Deutschland
Seit 4. Januar 2021 sendet Radio Nostalgie über den zweiten bundesweiten DAB+-Multiplex im Regelbetrieb. Die dauerhafte Aufschaltung auf DAB+ erfolgte aber bereits am 28. Dezember 2020. Nach Senderinformationen zielt man auf Hörer bis 59 Jahre, wobei die Kernzielgruppe zwischen 35 und 49 Jahre liegt. Das Musikformat beinhaltet Songs der 80er Jahre kombiniert mit denen aus den 70ern und den 90ern und einer positiven Grundstimmung. Der Sitz des Vollprogramms ist in Berlin.